# Scotta
Scotta is een historisch merk van motorfietsen.
Dit was een Frans merk dat tussen 1952 en 1955 een bijzondere motorfiets met scooter-wielen en een 123cc-ILO-motor bouwde.